# Коломбо (сезон 9)
Девятый сезон американского телесериала «Коломбо», премьера которого состоялась на канале ABC 25 ноября 1989 года, а заключительная серия вышла 14 мая 1990 года, состоит из 6 эпизодов.

## Период трансляции
Сезон первоначально транслировался по субботам в 9:00—11:00 (ET) в рамках субботней субботы ABC, за исключением последнего эпизода, который транслировался в понедельник.

## Релиз на DVD
Сезон был выпущен на DVD Universal Home Video.

## Эпизоды
| № в сериале | № в сезоне | Название                                               | Режиссёр         | Автор сценария     | Убийцу играет   | Жертву играет     | Дата премьеры   | Длительность |
| --- | ---------- | ------------------------------------------------------ | ---------------- | ------------------ | --------------- | ----------------- | --------------- | ------------ |
| 50 | 1          | «Гений и злодейство» «Murder: A Self Portrait»         | Джеймс Фроули    | Роберт Шерман      | Патрик Бошо     | Фионнула Флэнаган | 25 ноября 1989  | 88 минут     |
| Художник Макс Барсини успешно живёт в одном доме сразу с тремя женщинами: с бывшей женой Луизой, моделью Джули и своей нынешней женой Ванессой. Барсини доставляет удовольствие наблюдать, как женщины борются за его внимание. Луиза знает, что когда-то Барсини убил своего агента по продаже картин. Боясь огласки, Барсини убивает Луизу и представляет дело так, будто женщина утонула в море, а он в это время работал у себя в студии. Пока Коломбо расследует дело, Барсини пишет портрет лейтенанта. |            |                                                        |                  |                    |                 |                   |                 |              |
| 51 | 2          | «Коломбо сеет панику» «Columbo Cries Wolf»             | Дэрил Дьюк       | Уильям Рид Вудфилд | Йен Бьюкэнэн    | Дидри Холл        | 20 января 1990  | 90 минут     |
| Дайан Хантер и Шон Брентли — любовники и партнёры по бизнесу, они издают мужской журнал. Но однажды Дайан, выведенная из терпения изменами Шона, объявляет, что намерена продать свой контрольный пакет акций английскому медийному магнату. После такого громкого заявления вдруг женщина исчезает, на Брентли и его подругу Тину падает подозрение в её убийстве. Коломбо понимает — для предъявления обвинения в убийстве необходимо найти тело, а потому полиция буквально перерывает всё вверх дном в шато. Ситуация с исчезновением становится сенсацией и тираж журнала значительно увеличивается. Коломбо впервые сталкивается с делом, где жертва стала соучастницей собственного убийства. |            |                                                        |                  |                    |                 |                   |                 |              |
| 52 | 3          | «Сценарий убийства» «Agenda for Murder»                | Патрик МакГухан  | Джеффри Блум       | Патрик МакГухан | Луис Зорик        | 10 февраля 1990 | 88 минут     |
| Опытный адвокат Оскар Финч пользуется негласными средствами в работе со своими клиентами. В 1969 году ему удалось убедить Пола Макки, помощника окружного прокурора, изъять и уничтожить один документ по делу шантажиста Фрэнка Стаплина. 21 год спустя Макки стал конгрессменом, и по предложению кандидата в президенты США губернатора Монтгомери избирается кандидатом в вице-президенты. В случае победы губернатора на выборах Финч надеется стать министром юстиции. Но в дело вмешивается Стаплин, которому предъявлено очередное обвинение в вымогательстве. Он угрожает рассказать всем о событиях 1969 года и разрушить тем самым политические карьеры Финча и Макки. Финч приезжает в дом Стаплина и убивает его, после чего пытается инсценировать самоубийство. На первых порах Коломбо думает, что это и вправду так. |            |                                                        |                  |                    |                 |                   |                 |              |
| 53 | 4          | «Загадка миссис Коломбо» «Rest in Peace, Mrs. Columbo» | Винсент МакЭвити | Питер С. Фишер     | Хелен Шейвер    | Эдвард Уинтер     | 31 марта 1990   | 88 минут     |
| Успешный агент по недвижимости Вивиан Димитри переживает тяжёлое потрясение. Она узнаёт о смерти своего любимого мужа Питера. Он умер в тюрьме, где 10 лет сидел за непредумышленное убийство, а его дело вёл лейтенант Коломбо. Теперь, когда мужа нет в живых, Вивиан хочет отомстить Коломбо. Но перед этим она убивает Чарли Чемберса, своего начальника, за то, что когда-то тот донёс на её мужа полиции. Используя роман с женатым мужчиной, она создаёт себе алиби. Затем она подбрасывает улики, чтобы у следствия создалось впечатление, что Чемберс был убит местными жителями, недовольными действиями нового застройщика. Коломбо начинает расследование, а Вивиан готовит свой план мести. |            |                                                        |                  |                    |                 |                   |                 |              |
| 54 | 5          | «Берегите свои зубы» «Uneasy Lies the Crown»           | Алан Дж. Леви    | Стивен Бочко       | Джеймс Рид      | Маршалл Р. Тиг    | 28 апреля 1990  | 90 минут     |
| Врач-дантист Уэсли Корман тратит деньги своей жены Лидии и тестя Горация Шервина на азартные игры. Но Лидия намерена развестись с Уэсли, чтобы выйти замуж за их общего приятеля известного киноактёра Адама Эванса. Тестю тоже надоело оплачивать долги зятя. К тому же Шервин намерен лишить его практики в своей клинике. Тогда Уэсли решает избавиться от жены и в качестве наследника получить доступ к её деньгам. Когда Эванс приходит на очередной приём к Корману, тот помещает ему под зубную пломбу дигиталис и рассчитывает так, что оболочка яда растворяется во время свидания Лидии и Эванса. Подозрение в смерти Эванса падает на Лидию. Коломбо расследует необычное убийство. |            |                                                        |                  |                    |                 |                   |                 |              |
| 55 | 6          | «Убийство в Малибу» «Murder in Malibu»                 | Уолтер Грауман   | Джексон Гиллис     | Эндрю Стивенс   | Джанет Марголин   | 14 мая 1990     | 92 минуты    |
| Тереза Горен, автор многочисленных любовных романов, ставших бестселлерами, объявляет, что собирается выйти замуж за Уэйна Дженнингса. Авантюрист Дженнингс намного младше Терезы и к тому же привык жить за чужой счёт. Сестра Терезы, Джесс, звонит Дженнингсу от имени Терезы и объявляет, что их отношения окончены. Дженнингс в ярости мчится в к Терезе и стреляет в неё. Коломбо уже готов арестовать его, но выясняется, что Тереза была убита ещё до выстрела Дженнингса. Значит, убийство совершил кто-то другой. |            |                                                        |                  |                    |                 |                   |                 |              |